# Buttermilk Creek-complex
Het Buttermilk Creek-complex is een groep sites en archeologische vondsthorizon uit de lithische periode langs de droge Buttermilk Creek, ten zuidwesten van Belton in Bell County, Texas, waaruit in 2011 het oudste bewijs van menselijke aanwezigheid in Amerika tot nu toe werd gepubliceerd. De Debra L. Friedkin-site ligt op slechts ongeveer 250 meter afstand van de al sinds 1929 bekende Gault-site van de Cloviscultuur. De als het Buttermilk Creek Complex benoemde vondstlaag bevindt zich hier direct onder een vondstlaag van de Cloviscultuur. Dit betekent dat de lang populaire "Clovis-Eerst-Theorie" hier is weerlegd in een directe stratigrafische opeenvolging van lagen.  
De laag met de vondsten werd met behulp van optisch gestimuleerde luminescentie (OSL) gedateerd op een leeftijd tussen 15.500 en 13.200 jaar BP. De 18 data werden gemeten op kwarts uit deze sedimenten; de genoemde leeftijdscategorie vertegenwoordigt de minimumleeftijd van de monsters. Zelfs als rekening wordt gehouden met systematische meetfouten dateren de vondsten van vóór de Cloviscultuur.

## Vondsten
De Buttermilk Creek valt op door het feit dat zijn loop een ontsluiting van Edwards-hoornsteen volgt, een vuursteen die bijzonder geschikt is voor de productie van stenen werktuigen. De opgravingen werden in 2006 gestart door een team onder leiding van archeoloog Michael Waters van de Texas A&M-universiteit. Tot de artefacten die sindsdien zijn gevonden, behoren 56 geretoucheerde werktuigen, honderden afslagen en duizenden productieresten. De in totaal 15.528 stenen artefacten bestaan op één na allemaal uit hoornsteen (fijnkorrelige vuursteen) van het nabijgelegen Edwards Plateau. De uitzondering is een gedeeltelijk gepolijst stuk hematiet. Ze werden in een rond 20 cm dikke laag gevonden, ingebed in kleisedimenten van de droge stroombedding, die onder een 2,5 cm dikke laag artefacten uit de Cloviscultuur lag.
Onder de vondsten bevonden zich twaalf voltooide, gestarte en gebroken projectielpunten met randretouchering aan beide zijden, maar steeds zonder de oppervlakteretouchering die kenmerkend is voor Clovispunten. In geen geval was de gecanneleerde basale groef die kenmerkend is voor Clovis hier aanwezig. Geconcludeerd werd dat dit een voorloper was van de Cloviscultuur. Na immigratie over de Beringlandbrug aan het einde van de Wisconsin-glaciatie (de laatste ijstijd van Noord-Amerika) werd de Cloviscultuur met de typische gecanneleerde punten niet uit Azië gehaald, maar pas ten zuiden van de grote Laurentide-ijskap ontwikkeld vanuit het Buttermilk Creek-complex. Dit komt overeen met het feit dat alle gecanneleerde punten in Alaska aanzienlijk jonger zijn. Met de gegevens van de Debra L. Friedkin-site gaf dit de mensen een royale hoeveelheid tijd om zich vertrouwd te maken met het Noord-Amerikaanse milieu, Zuid-Amerika te koloniseren, de Clovispunten te ontwikkelen en een bevolkingsbasis te creëren waarin de Clovistechnologie zich kon verspreiden 
Andere artefacten waren onder meer klingen en een kern, welke werd gevormd toen van een steenblok fijnere gereedschappen werden afgeslagen.
Een gedetailleerde analyse vergeleek de vondsten van het Buttermilk Creek-complex met de direct bovenliggende Clovis-laag op dezelfde locatie, en de Clovis-vondsten op de aangrenzende Gault-locatie. Hieruit bleek dat het type en de frequentie van de stenen werktuigen en de splinters die tijdens de verwerking ontstonden nauw verwant waren aan de nabijgelegen Clovis-vondsten, maar ook statistisch significante verschillen vertoonden. Dit weerlegde theorieën die, na de eerste publicatie in 2011, kritiek leverden dat het Buttermilk Creek-complex onjuist was geclassificeerd. De vondsten zouden geen werktuigcultuur van vóór Clovis zijn, maar Clovis-werktuigen die vanwege de bijzondere omstandigheden in de lokale Vertisol-bodem naar diepere lagen waren verplaatst. Dit vermoeden werd echter weerlegd. Integendeel, de relatie tussen het Buttermilk Creek-complex en de Clovis-vondsten in de directe omgeving was precies wat kon worden verwacht als de ene cultuur zich ontwikkelde tot een latere cultuur. 

## Evaluatie
Het Buttermilk Creek-complex valt op door de voor de OSL-methode zeer consistente dateringen. Als de gegevens als relevant worden beschouwd, zijn deze ook ouder dan de radiokoolstofdatering van de pre-Clovis-vondsten uit de Paisley Caves in Oregon met een leeftijd van 14.300 BP, Meadowcroft in Pennsylvania (14.555 - 13.955 cal BP) of Monte Verde in Chili (14.000 - 12.000 BP), waardoor het Buttermilk Creek-complex de tot nog toe oudste archeologische vindplaats in de Verenigde Staten zou worden. 